# Sint-Antoniuskerk (Valkenswaard)
De Sint-Antoniuskerk is een voormalige parochiekerk te Valkenswaard, gelegen aan Eindhovenseweg 73.
De kerk werd in 1921 in gebruik genomen, omdat Valkenswaard in noordelijke richting was uitgebreid. Architect was F.J. Wolters. Het is een bakstenen kerk zonder toren, onder een zadeldak. Opvallend zijn de steunberen. Eén daarvan, aan de koorzijde, is breder en hoger, en heeft een uitsparing waarin een klok hangt. De kerk heeft een breed middenschip en smallere zijbeuken.
Aan de voorkant van de kerk bevindt zich een ingangsportaal, eveneens onder zadeldak.
Op 1 september 2015 werd deze kerk onttrokken aan de eredienst.